# Художня гімнастика на Всесвітніх іграх 2017
Змагання з художньої гімнастики на Всесвітніх іграх 2017 року пройшли з 21 по 22 липня у Вроцлаві, Польща.

### Медальний залік
| Місце  | Країна   | Золото | Срібло | Бронза | Загалом |
| ------ | -------- | ------ | ------ | ------ | ------- |
| 1      | Росія    | 4      | 3      | 1      | 8       |
| 2      | Ізраїль  | 0      | 1      | 1      | 2       |
| 3      | Білорусь | 0      | 0      | 2      | 2       |
| Всього | Всього   | 4      | 4      | 4      | 12      |

## Медалісти
| Дисципліна         | Золото              | Срібло             | Бронза                 |
| Особиста першість  | Особиста першість   | Особиста першість  | Особиста першість      |
| ------------------ | ------------------- | ------------------ | ---------------------- |
| Вправа з обручем   | Аріна Аверіна (RUS) | Діна Аверіна (RUS) | Ліной Ашрам (ISR)      |
| Вправа з м'ячем    | Аріна Аверіна (RUS) | Діна Аверіна (RUS) | Катерина Галкіна (BLR) |
| Вправа з булавами  | Діна Аверіна (RUS)  | Ліной Ашрам (ISR)  | Аріна Аверіна (RUS)    |
| Вправа зі стрічкою | Аріна Аверіна (RUS) | Діна Аверіна (RUS) | Катерина Галкіна (BLR) |

#### Вправа з обручем
| Місце | Гімнастка               | Складність | Виконання | Артистизм | Штраф | Сума   |
| ----- | ----------------------- | ---------- | --------- | --------- | ----- | ------ |
| 1     | Аріна Аверіна (RUS)     | 9,400      | 8,400     |           |       | 17,800 |
| 2     | Діна Аверіна (RUS)      | 9,000      | 8,750     |           |       | 17,750 |
| 3     | Ліной Ашрам (ISR)       | 9,200      | 8,500     |           |       | 17,700 |
| 4     | Аліна Гарнасько (BLR)   | 8,300      | 8,350     |           |       | 16,650 |
| 5     | Катерина Галкіна (BLR)  | 7,300      | 8,800     |           |       | 16,100 |
| 6     | Кахо Мінагава (JPN)     | 7,500      | 8,350     |           |       | 15,850 |
| 7     | Вікторія Мазур (UKR)    | 6,500      | 8,150     |           |       | 14,650 |
| 8     | Невіана Владінова (BUL) | 7,600      | 7,000     |           |       | 14,000 |

#### Вправа з м'ячем
| Місце | Гімнастка               | Складність | Виконання | Артистизм | Штраф | Сума   |
| ----- | ----------------------- | ---------- | --------- | --------- | ----- | ------ |
| 1     | Аріна Аверіна (RUS)     | 9,800      | 9,000     |           |       | 18,800 |
| 2     | Діна Аверіна (RUS)      | 9,300      | 9,050     |           |       | 18,350 |
| 3     | Катерина Галкіна (BLR)  | 8,300      | 8,900     |           |       | 17,250 |
| 4     | Аліна Гарнасько (BLR)   | 8,500      | 8,650     |           |       | 17,150 |
| 5     | Невіана Владінова (BUL) | 7,900      | 8,900     |           |       | 16,800 |
| 6     | Вікторія Мазур (UKR)    | 7,500      | 8,050     |           |       | 15,550 |
| 7     | Лора Женг (USA)         | 7,600      | 7,750     |           |       | 15,350 |
| 8     | Ліной Ашрам (ISR)       | 7,600      | 7,500     |           |       | 15,100 |

#### Вправа з булавами
| Місце | Гімнастка               | Складність | Виконання | Артистизм | Штраф  | Сума   |
| ----- | ----------------------- | ---------- | --------- | --------- | ------ | ------ |
| 1     | Діна Аверіна (RUS)      | 10,000     | 9,100     |           |        | 19,100 |
| 2     | Ліной Ашрам (ISR)       | 7,900      | 8,400     |           |        | 16,300 |
| 3     | Аріна Аверіна (RUS)     | 8,100      | 8,200     |           |        | 16,300 |
| 4     | Катерина Галкіна (BLR)  | 7,500      | 8,750     |           |        | 16,250 |
| 5     | Лора Женг (USA)         | 7,500      | 8,500     |           |        | 16,000 |
| 6     | Ксенія Мустафаєва (FRA) | 7,100      | 8,400     |           |        | 15,500 |
| 7     | Невіана Владінова (BUL) | 7,200      | 8,250     |           |        | 15,450 |
| 8     | Вікторія Мазур (UKR)    | 6,100      | 6,900     |           | -0,050 | 12,950 |

#### Вправа зі стрічкою
| Місце | Гімнастка               | Складність | Виконання | Артистизм | Штраф | Сума   |
| ----- | ----------------------- | ---------- | --------- | --------- | ----- | ------ |
| 1     | Аріна Аверіна (RUS)     | 8,100      | 8,750     |           |       | 16,850 |
| 2     | Діна Аверіна (RUS)      | 8,000      | 8,800     |           |       | 16,800 |
| 3     | Катерина Галкіна (BLR)  | 7,600      | 8,875     |           |       | 16,475 |
| 4     | Невіана Владінова (BUL) | 7,400      | 8,500     |           |       | 15,900 |
| 5     | Кахо Мінагава (JPN)     | 7,400      | 8,350     |           |       | 15,750 |
| 6     | Ліной Ашрам (ISR)       | 7,300      | 8,100     |           |       | 15,400 |
| 7     | Лора Женг (USA)         | 6,800      | 8,400     |           |       | 15,200 |
| 8     | Ксенія Мустафаєва (FRA) | 6,400      | 7,550     |           |       | 13,950 |